# Michał Rola-Żymierski

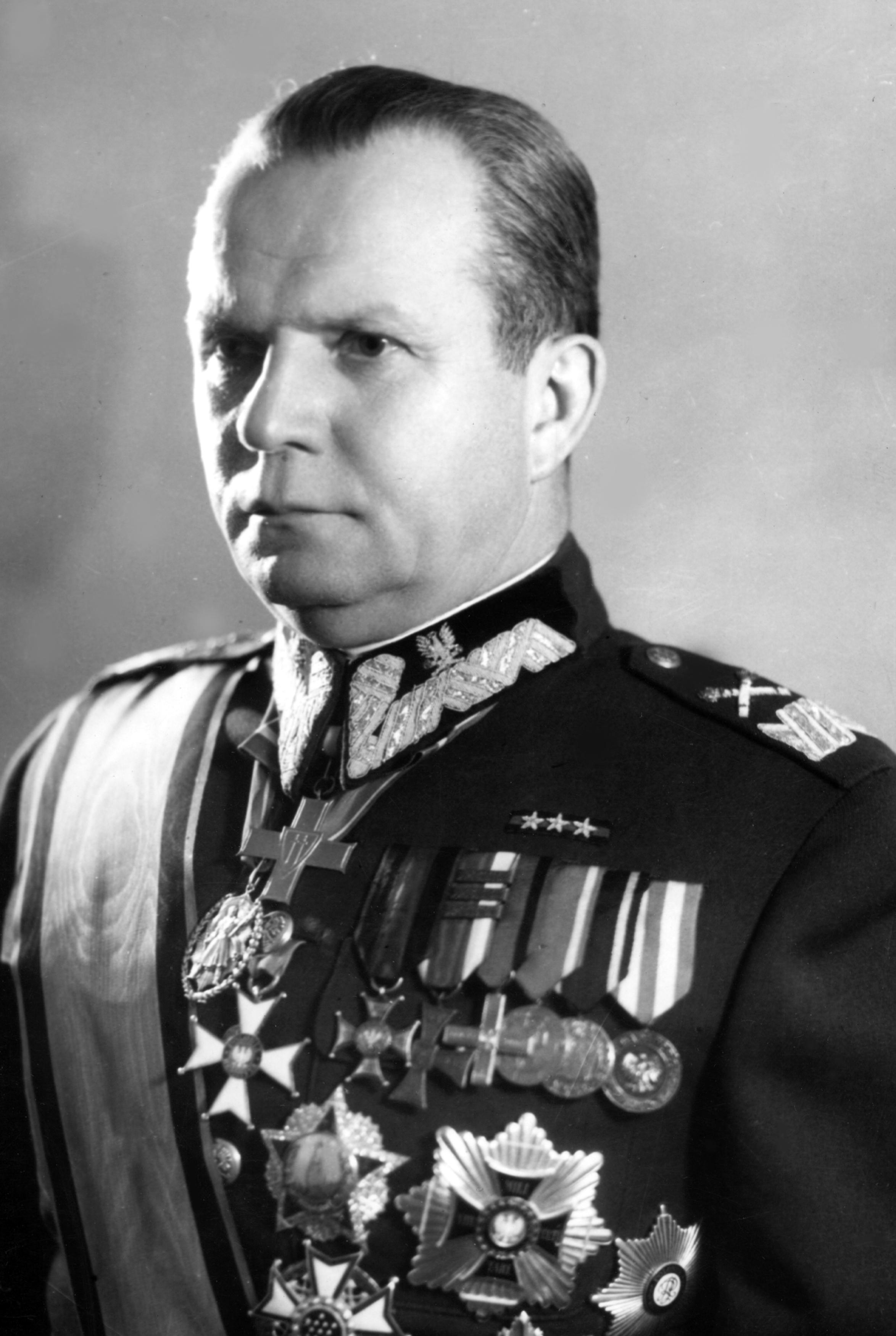
Porträtaufnahme des Marschalls von Polen

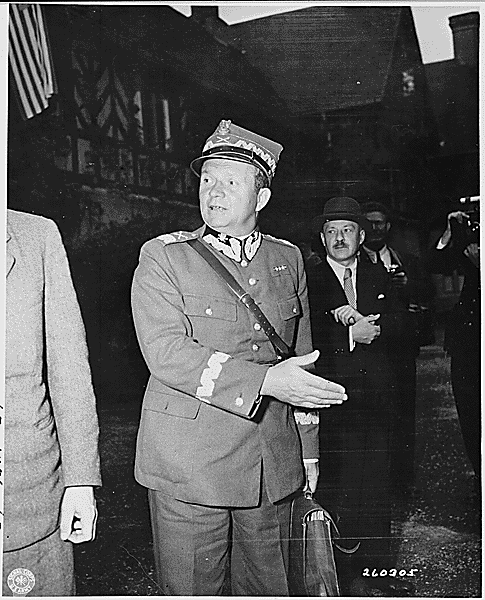
Żymierski auf der Potsdamer Konferenz am 24. Juli 1945

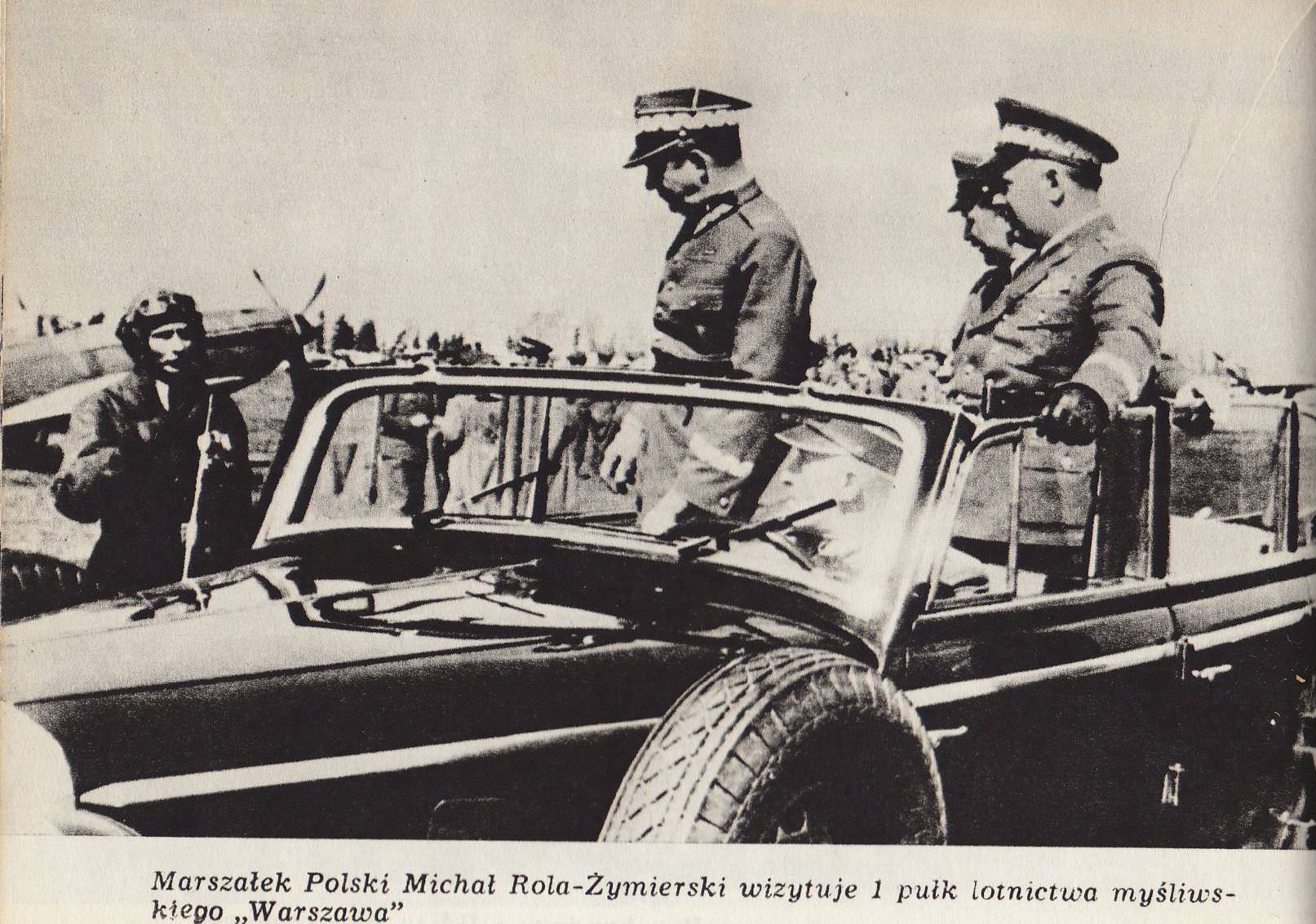
Besuch des Marschalls um 1947 beim 1. Jagdgeschwader „Warszawa“ (1 Pułk Lotnictwa Myśliwskiego „Warszawa“), vermutlich auf dem Flughafen in Modlin

Michał Żymierski, auch Rola-Żymierski, eigentlich: Michał Łyżwiński, (eventuell auch Artur Łyżwiński) (* 4. September 1890 in Krakau; † 15. Oktober 1989 in Warschau) war ein polnischer Politiker (KPP, PPR, PZPR) und Militär.

## Leben
Michał Łyżwińskis gebildete Eltern waren Wojciech, ein Eisenbahnbeamter, und Maria Łyżwiński. 1908 legte er sein Abitur ab. Ab 1909 war er in der polnischen Unabhängigkeitsbewegung tätig. Er gehörte der Jugendorganisation Zarzewie (Organizacja Młodzieży Niepodległościowej „Zarzewie“) und später den Polskie Drużyny Strzeleckie an. Ab 1910 studierte er Rechtswissenschaft an der Krakauer Jagiellonen-Universität. 1911 und 1912 erhielt er eine Ausbildung zum Reserveoffizier in den k.u.k.-Landstreitkräften. Nachdem sein Bruder Jan den Leiter der Krakauer Filiale des Warschauer Buchhändlers Gebethner i Wolff bei einem Raubüberfall getötet hatte, änderten er und ein weiterer Bruder 1913 den Namen in Żymirski. Später wurde der Name ergänzt (Żymierski), da eine gleichnamige Familie der höheren Gesellschaft darin den Versuch einer Ansippung gesehen hatte.

### Erster Weltkrieg
Bei Kriegsausbruch 1914 meldete Żymierski sich zu den Polnischen Legionen und war als Offizier an Kampfeinsätzen an der österreich-ungarischen Ostfront beteiligt. Zunächst diente er als Chef einer Infanteriekompanie. Später kommandierte er ein Infanterieregiment der I. Brigade unter Józef Piłsudski. In dieser Funktion kam es zu einer Auseinandersetzung mit Piłsudski und er wurde in das III. Regiment versetzt. 1917 erfolgte die Beförderung zum Oberstleutnant. Żymierski legte 1917 den von den Legionären geforderten Eid auf die Mittelmächte ab (siehe auch: Eidkrise), wurde als Angehöriger des Polnischen Hilfskorps der k.u.k.-Armee unterstellt und 1918 an der Ostfront eingesetzt, wo er als Chef des Stabes wirkte.
Ende 1918 trat er dann in die neu aufgestellten Polnischen Landstreitkräfte ein und wurde im Polnisch-Sowjetischen Krieg eingesetzt. Zunächst kommandierte er die II. Infanteriebrigade (II Brygada Piechoty Legionów), später war er Kommandeur der 2. Infanteriedivision (2 Dywizja Piechoty Legionów). 1922 und 1923 studierte er in Paris an der École de guerre (heute Teil der École militaire). Nach seiner Rückkehr wurde er in Polen zum Brigadegeneral befördert. Żymierski diente dann in Warschau im Range eines stellvertretenden Verteidigungsministers als Verwaltungschef der Polnischen Armee im Verteidigungsministerium. In seinen Verantwortungsbereich fiel die Ausrüstungsbeschaffung.
Während des Maiputsches von Piłsudski im Jahr 1926 stand er auf Seiten der unterlegenen Regierungstruppen. 1927 wurde er vor einem Kriegsgericht wegen Bestechlichkeit und Unterschlagung zu fünfjähriger Haft verurteilt, degradiert und aus der Armee entlassen. Ihm wurde vorgeworfen, in der Zeit als Beschaffungsleiter 100.000 Gasmasken zu überhöhten Preisen eingekauft zu haben; als Gegenleistung sollte er Geld und Aktien des Unternehmens Ursus erhalten haben. Auch andere Funktionsträger der regierungstreuen Truppen wurden damals inhaftiert: Tadeusz Rozwadowski, Juliusz Malczewski und Włodzimierz Zagórski.
Nach seiner Haftentlassung im Jahr 1931 wurde Żymierski Mitglied bei der im Untergrund agierenden Kommunistischen Partei Polens. In Folge der Auflösung der Partei emigrierte er 1938 nach Frankreich.

### Zweiter Weltkrieg
Etwa zum Ausbruch des Zweiten Weltkriegs kehrte er nach Polen zurück. Er wurde als Agent des Innenministeriums der UdSSR (NKWD) eingesetzt, auch um mit der Gestapo zu kooperieren. 1943 wurde Żymierski auf sowjetische Anweisung zum stellvertretenden Kommandeur der von der Sowjetunion unterstützten Gwardia Ludowa ernannt; ab dem 1. Januar 1944 war er der Kommandeur der Nachfolgeorganisation Armia Ludowa. Hier benutzte er das Pseudonym „Rola“, das er später in seinen Namen einfließen ließ. Sein Generalsrang (Divisionsgeneral) hatte er bereits vorher zurückerhalten, am 21. November 1944 erfolgte die Beförderung zum Waffengeneral (vergleichbar mit dem Rang eines Generalleutnants). Mit Unterstützung des Lubliner Komitees wurde er zum Oberkommandierenden der Polnischen Streitkräfte ernannt. Er erhob nun Anspruch auf das Kommando über alle bewaffneten, polnischen Einheiten.

### Volksrepublik Polen
Nach Kriegsende erfolgte 1945 zunächst die Ernennung Żymierskis zum Verteidigungsminister der Provisorischen Regierung Polens (Rząd Tymczasowy Rzeczypospolitej Polskiej). Am 3. Mai 1945 wurde er auf Anweisung Stalins zum Marschall von Polen befördert. Wichtige Nachkriegsfunktionen wurden vorwiegend mit bekannten, linientreuen Repräsentanten der Vorkriegszeit besetzt, deren Lebenslauf mitunter geschönt wurde. So wurde die frühere Verurteilung und Haftstrafe Żymierskis nicht mehr erwähnt. Ab 1946 war der Marschall auch Leiter der Sicherheitskommission (Państwowa Komisja Bezpieczeństwa). Als solcher war er für die Verfolgung von Angehörigen der ehemaligen Heimatarmee und der Polnischen Streitkräfte im Westen sowie der Soldaten des antikommunistischen Widerstandes mitverantwortlich. Żymierski unterzeichnete Todesurteile gegen ehemalige Offiziere der polnischen Armee und genehmigte Aktionen des Zentralen Informationsbüros der polnischen Volksarmee.
1949 wurde er als Verteidigungsminister und Marschall von Polen durch Konstantin Rokossowski ersetzt. In Folge der Stalinschen Säuberungen unter Bolesław Bierut wurde Żymierski 1952 verhaftet. Nach dreijährigem Gefängnisaufenthalt erfolgte 1955 die Entlassung; er war nicht verurteilt worden und wurde 1956 rehabilitiert.
Nach Ende des Stalinismus war er in verschiedenen staatlichen Ämtern tätig. So wurde er von 1956 bis 1967 als stellvertretender Vorstand der Polnischen Nationalbank eingesetzt. Nach Ausrufung des Kriegsrechts durch Wojciech Jaruzelski war er von 1981 bis 1986 Mitglied des Zentralkomitees der Polnischen Vereinigten Arbeiterpartei (PZPR). Er war außerdem Ehrenvorsitzender des Verbandes der Kämpfer für Freiheit und Demokratie. Er war Ehrenbürger von Krakau und Bydgoszcz.

### Auszeichnungen (Auswahl)
- Großkreuz des Ordens Virtuti Militari
- Großkreuz des Ordens Polonia Restituta
- Grunwald-Kreuz 1. Klasse
- Banner-Orden der Arbeit 1. Klasse
- Tapferkeitskreuz, vierfache Verleihung
- Partisanenkreuz (12. Juni 1946)
- Chief Commander der Legion of Merit, USA
- Offizierskreuz der französischen Ehrenlegion
- Leninorden
- Sowjetischer Siegesorden